# Заброда Оксана Кирилівна
Оксана Кирилівна Забро́да (нар. 8 січня 1907, Трипілля — пом. 20 листопада 1977, Київ) — українська радянська театральна актриса, режисер. Заслужена артистка УРСР з 1957 року. Дружина письменника Юрія Костюка.

## Біографія
Народилася 26 грудня 1906 [8 січня 1907] року в селі Трипіллі (нині Обухівський район Київської області, Україна). У 1928 році закінчила Київський музично-драматичний інститут імені Миколи Лисенка.
1927 року працювала у Київському селянському театрі. Упродовж 1928–1937 років працювала у театрі «Березолі» в Харкові, у 1937–1939 роках — у Київському драматичному театрі «Більшовик», у 1939–1941 роках — у Львівському українському драматичному театрі імені Лесі Українки, у 1942–1944 роках — на пересувній урядовій радіостанції «Дніпро», у 1944–1947 роках — у Львівському драматичному театрі імені Марії Заньковецької, у 1947–1948 роках — у Київському театрі УРСР, у 1950–1964 роках — в ТЮГу.
1953 року закінчила Вищі режисерські курси у Москві. Протягом 1964–1977 років працювала, а з 1970 року очолювала народний самодіяльний театр Палацу культури Дарницького вагоноремонтного заводу в Києві. Померла в Києві 20 листопада 1977 року.

## Творчість
Виконала ролі
- Зубченчиха, Катря («Диктатура», «Кадри» Івана Микитенка);
- Варка («Безталанна» Івана Карпенка-Карого);
- Килина («Лісова пісня» Лесі Українки);
- Шпачиха («Шельменко-денщик» Григорія Квітки-Основ'яненка);
- Христина Архипівна («Платон Кречет» Олександра Корнійчука);
- Марта («Містечко Ладеню» Леоніда Первомайського).

Поставила вистави
- «Три сестри» Антона Чехова (1944–1947; у співавторстві, перша постановка на українській сцені);
- «Сватання на Гончарівці» Григорія Квітки-Основ'яненка (1944–1947);
- «Безталанна» Івана Карпенка-Карого (1944–1947);
- «Її друзі» Віктора Розова (1950–1964);
- «Вій, вітерець!» Яніса Райніса (1950–1964);
- «Чорний вальс» Івана Кочерги (1950–1964);
- «Одруження» Миколи Гоголя (1950–1964);
- «Сто тисяч» Івана Карпенка-Карого (1950–1964).